# Toston (Montana)
Toston es un lugar designado por el censo (en inglés, census-designated place, CDP) ubicado en el condado de Broadwater, Montana, Estados Unidos. Según el censo de 2020, tiene una población de 100 habitantes.

## Geografía
La localidad está ubicada en las coordenadas 46°9′39″N 111°26′52″O / 46.16083, -111.44778. Según la Oficina del Censo de los Estados Unidos, Toston tiene una superficie total de 7.3 km², de la cual 6.7 km² corresponden a tierra firme y 0.6 km² son agua.

## Demografía
Según el censo de 2020, hay 100 personas residiendo en Toston. La densidad de población es de 14.9 hab./km². El 91.00% de los habitantes son blancos y el 9.00% son de una mezcla de razas. Del total de la población, el 1.00% es hispano o latino.